# Sotterranei di Orvieto
Sotterranei di Orvieto è un insieme di cunicoli, cavità artificiali ed ambienti di lavoro presenti sotto la città di Orvieto, in Umbria.

## I sotterranei
Un gruppo di speleologi orvietani dalla fine degli anni settanta in poi ha condotto l'esplorazione del sottosuolo della città, iniziando in maniera amatoriale il censimento che ha portato alla riscoperta di più di 1200 cavità artificiali.
Alcune di queste sono poi state rilevate e studiate a fondo agli inizi degli anni novanta per incarico della Regione Umbria che ne aveva compreso l'importanza sia dal punto di vista della stabilità della rupe che storico ed archeologico.
Le cantine rappresentano la maggioranza dei sotterranei. Negli anni cinquanta quasi tutte le cantine sono state abbandonate avendo perso, con l'avvento dei frigoriferi e dei nuovi sistemi di produzione vinicola, la loro funzione di ambienti ideali, per la loro bassa temperatura e l'assenza di luce, alla conservazione dei cibi e soprattutto del vino.
L'importanza delle cantine, delle quali poche risultano interessanti essendo quasi tutte pressoché uguali e scavate anche in tempi recenti, è quella di aver permesso di ritrovare le tracce degli scavi precedenti. Un noto archeologo diceva che le 1200 grotte sono in realtà 1200 saggi di scavo archeologico sotto la città.
La realizzazione dei sotterranei ha messo in luce alcuni importanti reperti: una lunga serie di cisterne che vanno da quelle etrusche del V secolo a.C. (rara e particolare quella realizzata nella tecnica cosiddetta "a telaio") a quelle medioevali ed a quelle, grandissime, del periodo rinascimentale; cunicoli scavati in epoca etrusca per la captazione idrica, tra i quali quello con il tratto forse più lungo (circa 30 metri) attualmente visitabile; pozzi butto utilizzati nel medio evo come discariche, notevoli per quanto emerso dallo scavo di alcuni di essi (la tradizione per la fabbricazione della ceramica orvietana deriva dai vasi ritrovati in questi pozzi).